# هراچیا هاروتیونیان
هراچیا هاروتیونیان (ارمنی: Հրաչյա Հարությունյան؛ زادهٔ ۱۴ فوریهٔ ۱۹۶۱) بازیگر اهل ارمنستان است. وی از سال ۱۹۷۸ میلادی تاکنون مشغول فعالیت بوده‌است.

## زندگی‌نامه
وی در ۱۴ فوریهٔ ۱۹۶۱ در ایروان به دنیا آمد و از آکادمی دولتی هنرهای زیبای ارمنستان فارغ‌التحصیل شد. دختر وی سیروشو خواننده سبک پاپ می‌باشد.  وی همچنین برندهٔ جوایزی همچون هنرمند مردمی ارمنستان (۲۰۰۶) شده‌است.